# Gryffin
Dan Griffith (født 29. september 1987), kendt under sit scenenavn Gryffin (ofte stiliseret som GRYFFIN), er en amerikansk musiker, DJ og pladeproducer. Han fik anerkendelse for at have blandet nogle kendte sange som Tove Los "Talking Body", Maroon 5's "Animals" og Years &amp; Years '"Desire".

## Baggrund
Gryffin blev født i San Francisco, Californien. Gryffin voksede op som en klassisk trænet pianist og lærte at spille guitar i en tidlig alder. Han spillede i band for at opretholde sine instrumentelle evner. Han studerede elektroteknik på University of Southern California, hvor han tilbragte meget af sin fritid i sit kollegieværelse hvor han arbejdede med musik. Da han blev spurgt om de vigtigste lektioner inden for musikproduktion, sagde han: "I begyndelsen udgav jeg blot musik med det primære mål at få mine venner til at spille det til college-fester, og jeg ville aldrig have forestillet mig, at det ville komme så langt". Han fik sin verdensdebut på SnowGlobe Music Festival 2015.
Han flyttede til Los Angeles for at være tættere på hans produktionsselskab og management.

## Historie

### 2016
Den 22. januar 2016 udgav Gryffin sin debutsingle med titlen "Heading Home" med den australske sanger Josef Salvat via Darkroom / Interscope Records   Den 2. maj 2016 blev en officiel musikvideo uploadet på hans YouTube- kanal. Sangen toppede med nummer 22 på Hot Dance/ Electronic Songs- hitlisten, nummer 21 på Dance/Electronic Digital Songs-hitlisten, nummer 1 på Spotify Viral 50-hitlisten og nummer 5 på Billboard Twitter Emerging Artists-hitlisten. Den 26. august 2016 udgav han en sang med titlen "Whole Heart" med Bipolar Sunshine. I et interview om sangen "Whole Heart" sagde Gryffin: "'Whole Heart er et stort skridt for mig som kunstner, da den repræsenterer en udviklende modenhed af min lyd og dybde af sangskrivning".

### 2017
I 2017 blev der tre singler af Griffith. "Feel Good", et samarbejde med DJ Illenium og sangeren Daya, blev udgivet den 3. marts. "Love in Ruins" med sangeren Sinéad Harnett blev udgivet den 7. juli og "Nobody Compares to You" med Katie Pearlman blev udgivet den 6. oktober.

### 2018
2018 viste sig at være et stort år for Griffith, der udgav fem singler i løbet af året. Årets første singel, "Winnebago" med Quinn XCII og Daniel Wilson blev udgivet den 20. april. Han fulgte op med singlen "Just for a Moment" med Iselin, der blev udgivet den 22. juni og "Tie Me Down" med Elley Duhé, der blev udgivet den 3. august. To måneder efter udgivelsen af "Tie Me Down" udgav Griffith en sang med Zohara. "Remember" blev udgivet den 26. oktober og toppede til sidst US Dance Charts, hvilket markerede Griffiths første nummer 1 hit-sang.

## Musikalsk stil
Gryffin producerer musik i en melodisk house-stil og klassificerer sig selv som en melodisk house-kunstner. Han inkorporerer lyd fra klaver og guitar til en 'hybrid af elektrisk og organisk' musikalsk stil.

## Diskografi

### Studiealbum
| Titel   | detaljer                                                                                         | Toppositioner | Toppositioner                    | Toppositioner |
| Titel   | detaljer                                                                                         | OS <br />     | OS <br /><br> <br /> Dans <br /> | KAN <br />    |
| ------- | ------------------------------------------------------------------------------------------------ | ------------- | -------------------------------- | ------------- |
| Gravity | - Udgivet: 24. oktober 2019 - Etiket: Darkroom, Geffen - Format: CD, digital download, streaming | 92            | 1                                | 71            |

### Udvidede spil
| Titel          | Detaljer                                                                                      |
| -------------- | --------------------------------------------------------------------------------------------- |
| Gravity, Pt. 1 | - Udgivet: 14. december 2018 - Etiket: Darkroom, Geffen - Format: Digital download, streaming |

### Singler
| Titel                                                                             | År   | Toppositioner                                             | Toppositioner                             | Toppositioner        | Toppositioner | Album   |
| Titel                                                                             | År   | OS <br /><br> <br /> Dans/ <br /><br> <br /> Elec. <br /> | OS <br /><br> <br /> Dance Digital <br /> | US Dance Club <br /> | NZ <br /> Hed <br /> | Album   |
| --------------------------------------------------------------------------------- | ---- | --------------------------------------------------------- | ----------------------------------------- | -------------------- | --- | ------- |
| "Heading Home" (featuring Josef Salvat)                                           | 2016 | 22                                                        | 21                                        | -                    | rowspan="2" style="background: #ececec; color: grey; vertical-align: middle; text-align: center; " class="table-na" \| Non-album singles |         |
| "Whole Heart" (with Bipolar Sunshine)                                             | 2016 | 17                                                        | 28                                        | —                    | — |         |
| "Feel Good" (with Illenium featuring Daya)                                        | 2017 | 17                                                        | 18                                        | —                    | | Awake   |
| "Love in Ruins" (featuring Sinéad Harnett)                                        | 2017 | 33                                                        | —                                         | 6                    | style="background: #ececec; color: grey; vertical-align: middle; text-align: center; " class="table-na" \| Non-album single              |         |
| "Nobody Compares to You" (featuring Katie Pearlman)                               | 2017 | 20                                                        | 11                                        | —                    | — | Gravity |
| "Winnebago" (featuring Quinn XCII and Daniel Wilson)                              | 2018 | 38                                                        | —                                         | —                    | style="background: #ececec; color: grey; vertical-align: middle; text-align: center; " class="table-na" \| Non-album single              |         |
| "Just for a Moment" (featuring Iselin Solheim)                                    | 2018 | 48                                                        | —                                         | —                    | — | Gravity |
| "Tie Me Down" (with Elley Duhé)                                                   | 2018 | 15                                                        | 9                                         | 11                   | — | Gravity |
| "Remember" (with Zohara)                                                          | 2018 | 22                                                        | 14                                        | 1                    | — | Gravity |
| "Bye Bye" (featuring Ivy Adara)                                                   | 2018 | 35                                                        | 21                                        | —                    | — | Gravity |
| "All You Need to Know" (with Slander featuring Calle Lehmann)                     | 2019 | 12                                                        | —                                         | —                    | — | Gravity |
| "Hurt People" (with Aloe Blacc)                                                   | 2019 | 28                                                        | —                                         | 19                   | — | Gravity |
| "OMG" (with Carly Rae Jepsen)                                                     | 2019 | 16                                                        | —                                         | 1                    | — | Gravity |
| "Baggage" (with Gorgon City and AlunaGeorge)                                      | 2019 | 32                                                        | —                                         | —                    | — | Gravity |
| "Body Back" (featuring Maia Wright)                                               | 2019 | 14                                                        | —                                         | —                    | 14 | Gravity |
| "—" denotes a recording that did not chart or was not released in that territory. |      |                                                           |                                           |                      | |         |

### Andre hitsange
| Titel                                              | År   | Topdiagram positioner            | Album   |
| Titel                                              | År   | OS <br /><br> <br /> Dans <br /> | Album   |
| -------------------------------------------------- | ---- | -------------------------------- | ------- |
| "You Remind Me" (featuring Stanaj)                 | 2018 | 43                               | Gravity |
| "Need Your Love" (with Seven Lions and Noah Kahan) | 2019 | 12                               | Gravity |